# Wladimir Urutschew
Wladimir Andreew Urutschew (auch Vladimir Andreev Urutchev geschrieben, bulgarisch Владимир Андреев Уручев; * 1. Februar 1954 in Bukowo, bei Madan in Bulgarien) ist ein bulgarischer Politiker der Partei GERB und Mitglied des Europäischen Parlaments. Außerdem ist er Mitglied des ENISS (European Nuclear Installations Safety Standards) Steering Committee und von FORATOM. Er spricht Englisch und Russisch.
Nach dem Abschluss des Technikums für Elektrotechnik in Plowdiw studierte Wladimir Urutschew am Moskauer Energie-Institut OKB-MEI. 1981 absolvierte er sein Studium in „Atomkraftwerke und Atomanlagen“ mit dem Abschluss als Atomkraftwerk-Ingenieur.
Von 1994 bis 2007 arbeitete Urutschew als Ingenieur in Leitungsfunktionen im Kernkraftwerk Kosloduj.
Von 2005 bis 2007 war Wladimir Urutschew Mitglied des Vorstandes des ENISS für die Angleichung der Sicherheitsstandards in Atomanlagen in Europa.
Seit 2007 ist er Abgeordneter im Europäischen Parlament für die Fraktion der Europäischen Volkspartei (Christdemokraten) und europäischer Demokraten, gewählt von der Liste der bulgarischen Partei GERB. Bei der Europawahl in Bulgarien 2009 wurde er als Abgeordneter bestätigt.

## EU-Parlamentarier
Urutschew gehört zur Fraktion der Europäischen Volkspartei (Christdemokraten).
Er ist Stellvertretender Vorsitzender der Delegation für die Beziehungen zur Volksrepublik China und Mitglied im Ausschuss für Industrie, Forschung und Energie.
Als Stellvertreter ist er im Ausschuss für Umweltfragen, öffentliche Gesundheit und Lebensmittelsicherheit und in der Delegation in den Ausschüssen für parlamentarische Kooperation EU-Armenien, EU-Aserbaidschan und EU-Georgien.